# 罗敏 (1967年)
罗敏（1967年—），中华人民共和国企业家。

## 生平
早年加入中国人民解放军，授少校军衔。1998年转业进入云南省财政厅工作，与其主管领导曹建方保持情人关系。2011年，担任云南省农村信用社联合社副主任。2013年8月，任云南省农村信用社联合社党委副书记、主任。2014年6月，担任云南省农村信用社联合社主任。2015年7月15日，因曹建方案调查，罗敏被逮捕。2015年8月，被免去云南省农村信用社联合社主任。2018年6月，因贪污受贿罪，罗敏一审获刑10年零六个月，并处罚金人民币350万元。罗敏当场表示不服，提出上诉。但在云南省高级人民法院审理过程中，罗敏申请撤回上诉。